# Marion Crampe
Marion Crampe es una bailarina y poledancer nacida en la ciudad francesa de Lourdes, en 1983. Ha obtenido múltiples títulos en campeonatos internacionales: 3.er lugar French pole Championship 2009, 2.º lugar French pole championship 2010, French National Champion 2012, 3.er lugar II World Cup (2012), Pole Idol 2013.

## Historia
Marion comenzó su carrera a una edad temprana con el ballet clásico y jazz.  Más tarde descubrió el street jazz y el hip hop.
En el año 2006 tomó su primera clase de pole dance e instantáneamente "se enamoró" de este arte.
En 2009, Marion entra en la primera Pole Dance Competition francesa, donde obtuvo el tercer lugar y la elección de los Patrocinadores para representarla.  En septiembre de 2010, fue seleccionada para actuar como -showcase- de la internacionlamente reconocida competiciòn POLE ART en Estocolmo. Al año siguiente (2011) es seleccionada como finalista del mismo campeonato y toma parte de éste obteniendo el sexto lugar. Desde octubre de 2010 Marion es -leading teacher- de Milán Pole Dance Studio en Italia, contribuyendo a la expansión de pole dance en el mundo.
Marion se encuentra trabajando en sus habilidades acrobáticas de forma integral. Entrenamiento físico y funcional, acrobacia, contorsión, fuerza, potencia, pole dance y baile son parte de su rutina diaria y que la han hecho consolidarse como una de las más admiradas poledancers a nivel internacional.

## BackGround
Posee background como bailarina en múltiples rubros de la danza y formó parte del "Nike Team" francés junto a otras de sus actuales colegas poledancers.

## Tour Argentina 2013
En el mes de noviembre de 2013 se presentara en la ciudad de Buenos Aires, donde también será jurado del campeonato Argentino y Sudamericano de poledance, conocido como "Miss Poledance Argentina & Sudamérica", a realizarse en el teatro Paseo la Plaza. Durante una semana dictarà workshops y clases particulares junto a otras reconocidas poledancers de la talla de Bendy Kate (UK) y Jamilla Deville (USA).

## IPC - IPDFA
Tras su visita a Argentina viajó a Singapur, dónde se realizó el IPC (International Pole Championship), obteniendo el tercer lugar de la categoría femenina "ultimate champion"; la campeona resultó Natasha Wang y el segundo lugar lo ocupó la brasilera Rafaela Montanaro.
Este campeonato es uno de los más importantes en el mundo del polefitness al ser realizado por la Federación internacional y patrocinado por múltiples marcas deportivas.

## Relaciones personales
Marion es considerada la poledancer favorita del 2013 no solo por sus habilidades, sino por el constante contacto con sus alumnos y fanes. Maneja de forma personal sus redes sociales (tanto perfil personal como fan page) y mantiene una estrecha relación con sus seguidores a quienes anima constantemente a "democratizar" el pole dance como actividad deportiva y artística.
Marion está casada con David Rosello.